# مرسيدس كاريراس
مرسيدس كاريراس (بالإسبانية: Mercedes Carreras)‏ هي ممثلة أرجنتينية، ولدت في 22 سبتمبر 1940 في بوينس آيرس في الأرجنتين.

## وصلات خارجية
- مرسيدس كاريراس على موقع IMDb (الإنجليزية)
- مرسيدس كاريراس على موقع قاعدة بيانات الفيلم (الإنجليزية)